# Rörviksskogens naturreservat
Rörviksskogens naturreservat är ett naturreservat i Norrtälje kommun i Stockholms län.
Området är naturskyddat sedan 2023 och är 34 hektar stort. Naturreservatet ligger söder om Älmsta och består av äldre grandominerad barrskog på kalkrik mark.